# Viola Wills
Viola Wills, all'anagrafe Viola Mae Wilkerson (Los Angeles, 30 dicembre 1939 – Phoenix, 6 maggio 2009), è stata una cantante statunitense, famosa per il brano Gonna Get Along Without You Now del 1979.

## Biografia
Nata nel sobborgo Watts a sud di Los Angeles, si sposò giovanissima, tanto che all'età di 21 anni era già madre di sei figli.
Fu scoperta nel 1965 da Barry White, che la fece entrare alla Bronco Records, consigliandole il nome d'arte Wills.
Cominciò la carriera al Conservatorio di Los Angeles e negli anni seguenti, oltre a lavorare con White, collaborò anche con Joe Cocker, Smokey Robinson ed altri artisti dell'epoca. Proprio in collaborazione con Cocker produsse a Londra il suo album di debutto, intitolato Soft Centers.
Il successo arrivò nel 1979 con il brano Gonna Get Along Without You Now, che le valse una menzione nel British Hit Singles & Albums.

## Vita privata e decesso
Convola a nozze per la seconda volta il 21 febbraio 1982 a Hennepin County nel Minnesota con Robert Chappell Ashmun. L'anno seguente la coppia crea l'etichetta RVA (Robert Viola Ashmun). Muore a Phoenix il 6 maggio 2009 per un cancro. Il funerale si tenne a Los Angeles il 15 maggio presso la chiesa Macedonia Abbey Baptist Church.
La Wills è stata madre di 6 figli: Vincent, Christopher, Regina, Ladonna, David e Reja; ha avuto 21 nipoti e 8 bisnipoti.

## Discografia

### Album in studio
- 1974 - Soft Centers (Goodear Records)
- 1980 - If You Could Read My Mind (Hansa)
- 1983 - Space (RVA Records)
- 1986 - Dare to Dream (Wide Angle)

### Raccolte
- 1993 - A Portrait: Greatest Hits (MFS Records)
- 1994 - Gonna Get Along Without You (Unidisc)

### Singoli
- 1966 - I Got Love/Lost Without the Love of My Guy
- 1967 - Don't Kiss Me Hello and Mean Goodbye/Together Forever
- 1969 - I've Got News for You/Sweetback
- 1974 - Day in the Life of a Woman/Some Other Day
- 1977 - Let's Love Now/Le't Love Now (Disco Version)
- 1979 - Gonna Get Along Without You Now/Your Love
- 1980 - If You Could Read My Mind/Up on the Roof
- 1980 - Love Letters
- 1981 - I Can't Stay Away from You/If You Leave Me Now
- 1982 - Stormy Weather
- 1982 - The More I See You
- 1983 - Space
- 1984 - If These Walls Could Speak
- 1985 - Both Sides Now/Dare to Dream
- 1985 - Tune In for Lovin
- 1986 - Hot for You/Love Transfusion
- 1987 - These Things Happen
- 1987 - Reggae High
- 1989 - Love Pains
- 1989 - Don't Stop the Train
- 1993 - I Can See Clearly Now
- 1994 - No News Is News
- 2012 - Chemical Attraction (con Wayne Nuan)

Come artista ospite
- 1992 - It's My Pleasure (My Friend Sam feat. Viola Wills)